# The King of Fighters
The King of Fighters is een serie vechtspellen, gemaakt door de Japanse gameontwikkelaar SNK. Het eerste deel kwam uit in 1994.
De serie is een cross-over van andere SNK-spellen, hoofdzakelijk de spelseries Fatal Fury en Art of Fighting. Er komen ook andere personages in voor van onder andere Ikari Warriors en Psycho Soldier. Daarbij zit er een groot aantal volledig nieuwe personages in.
Deze serie is enorm populair in Japan, waar elk deel van de hoofdserie uitkwam in de arcadehal op het Neo-Geo MVS-systeem. Thuisversies werden uitgebracht op de Neo-Geo (AES), Sega Saturn, Dreamcast, PlayStation, PlayStation 2 en verschillende andere consoles.

## Gameplay
The King of Fighters was het eerste spel waar men 3-tegen-3 vocht; in plaats van één vechter kon men er drie kiezen en kreeg men ook telkens drie tegenstanders. Zodra één vechter verslagen was, begon de volgende aan het gevecht in zijn plaats. Dit veranderde in The King of Fighters 2003. Vanaf dan kon men tijdens het gevecht al van vechter verwisselen.

## Hoofdserie
De hoofdserie is onderverdeeld in saga's, waarbij elke episode deel is van een doorlopende verhaallijn. Ook zijn er Dream Matches, deze maken geen deel uit van de verhaallijn.
Bijna elk jaar werd er een nieuw spel in de serie uitgebracht, daarom kreeg elk spel een jaartal achter de naam (in plaats van bijvoorbeeld een ondertitel). Dit veranderde in 2004; SNK wou zich concentreren op de kwaliteit van het spel en wil daarvoor geen jaarlijkse deadline instellen. Vanaf dan werd er een nummer aan elke volgende episode gegeven. The King of Fighters XI is dan ook het elfde spel in de KoF serie.
Tot en met deel XIII was de hoofdserie uitsluitend tweedimensionaal (2D).

### De Orochi Saga
- The King of Fighters '94
  - Eerste deel van de serie. De speler kiest een team, bestaande uit 3 vechters. Elk team vertegenwoordigd een land. Het is eigenlijk geen deel van een verhaallijn, maar SNK besliste toch om er een serie van te maken. Eerste verschijning van Kyo Kusanagi, die uitgroeide tot een van de topfavorieten in de serie.
- The King of Fighters '95
  - Vanaf dit spel kon de speler zelf zijn vechters kiezen, en was dus niet meer gebonden aan een team. Eerste verschijning van Iori Yagami, de aartsvijand van Kyo Kusanagi.
- The King of Fighters '96
  - Eerste spel in de serie die echt de typische King of Fighters "look" heeft.
- The King of Fighters '97
  - Einde van de Orochi Saga.
- The King of Fighters '98
  - Eerste dream match; bijna alle vechters van de vorige games zijn aanwezig. Door velen als het beste deel van de hele serie beschouwd.

### De NESTS Saga
- The King of Fighters '99
  - Introduceert het "strikers" concept; de speler kan nu (voor een beperkte tijd) hulp inroepen van een andere speler. Eerste verschijning van K', die in deze saga de hoofdrol speelt.
- The King of Fighters 2000
  - In dit deel kan men specifieke strikers kiezen in plaats van enkel teamgenoten. Laatste spel voor SNK bankroet ging.
- The King of Fighters 2001
  - Nu kiest men 4 vechters, en beslist men zelf hoeveel er daadwerkelijk aan het gevecht deelnemen. Men kan dus bijvoorbeeld maar één actieve vechter hebben en 3 strikers. Ontwikkeled door Eolith.
- The King of Fighters 2002
  - Tweede dream match, en zonder het strikers systeem van voorgaande spellen. Ook het laatste spel ontwikkeld door Eolith.

### De Ash Saga
- The King of Fighters 2003
  - Vanaf dit spel wordt er gebruikgemaakt van het tag team principe; men kan tijdens het spelen al overschakelen naar een andere vechter van het team. Dit maakt het spel sneller en veel intensiever. Introduceert Ash Crimson, het hoofdpersonage van deze saga.
- The King of Fighters XI
  - Hierin wordt duidelijk dat Ash Crimson eigenlijk de slechterik is. Tweede KOF spel ontwikkeld voor het Atomiswave platform. Is wereldwijd uitgebracht voor de arcadehal.
- The King of Fighters XII
  - Waarschijnlijk het laatste spel in de Sacred Treasures saga. Verdere details zijn nog niet bekend.
- The King of Fighters XIII
  - Het dertiende spel in de serie
- The King of Fighters XIV
  - Eerste spel in 3D.

## Spin-offs
- King of Fighters: Maximum Impact
  - Ontwikkeld door Noise Factory. Dit is een van de eerste spellen van SNK die enkel op console uitkwam, en dus niet in de arcadehal. Het grootste verschil met de hoofdserie is dat dit spel in 3D is. Ook is de verhaallijn anders dan de hoofdserie, en wordt niet als officieel beschouwd.
- King of Fighters: Maximum Impact 2
  - Tweede deel in de Maximum Impact serie. Wordt uitgebracht in Europa in het najaar van 2006.

## Andere spellen
- The King of Fighters: Neowave
  - Eerste KOF spel op de Atomiswave (arcadesysteem van Sega-Sammy). Het is een soort remake van The King of Fighters 2002, maar met meer gameplay opties.
- The King of Fighters EX: Neo Blood
  - Eerste KOF spel op de Game Boy Advance. Gebaseerd op KOF '99.
- The King of Fighters EX2: Howling Blood
  - Vervolg van Neo Blood. Gebaseerd op KoF 2000. Valt op omdat de graphics niet veel verschillen van de thuisversies.

opties.
- The King of Fighters XIV: 2016
- The King of Fighters XV - Day One Edition 2022
- The King of Fighters R-2: